# Hugues Desmichelle
 (janvier 2013).
Si vous disposez d'ouvrages ou d'articles de référence ou si vous connaissez des sites web de qualité traitant du thème abordé ici, merci de compléter l'article en donnant les références utiles à sa vérifiabilité et en les liant à la section « Notes et références ».
Hugues Desmichelle (3 juin 1961 à Évreux) est un auteur, producteur et photographe français.

## Biographie
D'un père homéopathe et d'une mère psychologue, il est issu d'une famille de dix enfants. Il commence par étudier la gestion et l'économie appliquée à l'Université Paris IX Dauphine mais se réoriente rapidement vers l'art dramatique avec le Cours Florent et le cinéma au Conservatoire libre du cinéma français, section réalisation. 
Il coécrit et coréalise un court métrage, Après Rasage, diffusé par TF1 et primé plusieurs fois[réf. nécessaire]. Il crée sa société de production, Productions Desmichelle, et produit en quatre ans, plus de quarante courts métrages de fiction (beaucoup d'entre eux sont primés en France et à l'étranger et "Dialogue de sourds" de Bernard Nauer sera nommé aux César en 1986)[réf. nécessaire] ainsi qu'une quinzaine d'audiovisuels pour des entreprises (avec la Cassette d'Or au Festival de La Roche-sur-Yon pour Banque et Finance de Foxboro). Il devient secrétaire général du Syndicat des Producteurs de Programmes Audiovisuels (S2PA) et obtient en 1987, le Grand Prix du Festival des festivals de Villeneuve-la-Garenne pour l'ensemble de son œuvre.[réf. nécessaire]
Il produit ensuite son premier long métrage, L'annonce faite à Marie, réalisé par Alain Cuny. Ce film aura le Prix du Jury œcuménique au Festival de Berlin et le Prix Georges Sadoul 1992[réf. nécessaire]. Trois films suivront avec Anne Fontaine (Les histoires d'amour finissent mal en général - Prix Jean-Vigo 1993), Guillaume Nicloux (Faut pas rire du bonheur) et Pomme Meffre (Péché véniel, péché mortel - Prix Don Quichotte au Festival de Figueira da Fos en 1994)[réf. nécessaire].
Il crée en 1996 la société Parabole et s'engage dans l'écriture et le développement d'une collection de films autour des paraboles de l’Évangile, travaillant ainsi avec des réalisateurs du monde entier, de culture et de sensibilités différentes. Ce vaste chantier, qui fédère de nombreux soutiens financiers ainsi que des appuis dans les milieux économiques, politiques, religieux et culturels, restera inachevé. Certains projets initiés par Parabole continueront d'être développés par leurs auteurs et d'autres producteurs et seront réalisés à l'étranger dont Aballay, el hombre sin miedo par le réalisateur argentin Fernando Spiner, qui sera maintes fois récompensé en Amérique Latine.
C'est en 2001 qu'il fait les Ateliers du Cinéma Européen et rejoint ACE, réseau de producteurs européens indépendants de films. Auteur de plusieurs scénarios de films entre 2000 et 2007, son projet d'adaptation du roman de Serge Dalens, Le bracelet de vermeil, sera sélectionné par un des programmes européens de Media.
Hugues Desmichelle crée en 2004 l'agence de presse Screenmedia qui, reprenant le concept de l'agence de presse AEF, informe quotidiennement les professionnels du cinéma sur l'industrie cinématographique européenne. Avec une équipe d'une dizaine de personnes, 8 015 dépêches seront publiées en quinze mois d'existence. En 2005, Screenmedia sera partenaire du Film Français et du MIF (Marché du Film de Cannes) et rédigera quotidiennement les pages infos du Cannes Market News (10 000 exemplaires quotidiens pendant le Festival de Cannes 2005).
Après une expérience de 8 mois dans le recrutement, il rejoint le groupe News Tank comme directeur général de la filiale News Tank Digital. Après un an, ayant suscité la vente de cette société à son concurrent Satellifax, il rejoint Satellifax - qui devient Satellifacts en 2021 - et prend en charge la commercialisation des abonnements auprès des entreprises du secteur cinema et audiovisuel. 
Parallèlement, entre 2013 et 2020, il fait à l'université de Strasbourg une licence de Sciences Humaines et Sociales en théologie et un master II d'Arts et Lettres en coproduction internationale d'oeuvres cinématographiques et audiovisuelles puis à Paris une formation à la Haute Ecole de Coaching et obtient le titre de coach professionnel reconnu par l'Etat.

## Photographie
Parallèlement, il entame un parcours dans la photographie professionnelle dans des domaines et avec des clients assez différents. Il fait sa première exposition photographique au Théâtre de l'Agora, scène nationale, à Évry du 28 novembre au 13 décembre 2008 avec dix photos au format 100 cm/150 cm collées sur plaque d'aluminium, exposition qui se déplace en mars 2010 à Cachan. Il fait deux autres expositions en 2010 : une première exposition à la Médiathèque d’Évry baptisée Mom'en Danse autour de la rencontre entre des enfants et le milieu du théâtre, puis une seconde exposition baptisée D’Évry, la nuit au restaurant Le Plan à Ris-Orangis, du 11 au 22 septembre 2010.